# Marina Militare
La Marina Militare est la marine de guerre italienne, une des quatre composantes militaires de la République, appelée Marine royale avant 1946.

## Histoire

### Les origines
L'origine de la Marine de guerre italienne remonte à celle de la marine Savoyarde qui n'était guère développée en raison de l'enclavement du duché de Savoie. Bien sûr, les anciennes républiques maritimes, dûment rappelées dans son pavillon actuel, avaient une tradition bien plus ancienne et plus développée que celle de la Savoie. Ce n'est qu'avec l'acquisition du royaume de Sardaigne que cet État eut à protéger ses côtes, entre Nice, Oneille et Loano et la lointaine Sardaigne, notamment des attaques mauresques, la plupart du temps sous forme d'actes de piraterie. C'est l'amiral Giorgio Des Geneys, né à Chaumont le 29 avril 1761 qui est considéré comme le véritable fondateur de la Marine sarde, enrôlé à 12 ans comme guardiamarina di 2a classe. La force maritime de la Sardaigne se limitait alors à une seule petite frégate (la San Carlo, 32 canons et 230 hommes d'équipage), une grosse felouque, une galéotte capturée à des pirates tunisiens et des bateaux mineurs. Il devint vice-amiral en 1811, après avoir effectué toutes les guerres, en commandant deux petites escadres (22 officiers, 46 officiers mariniers, 117 marins et 324 rameurs composaient alors les effectifs de la marine)
A la restauration, Des Geneys devint un des diplomates qui, au congrès de Vienne, contribua à faire annexer Gênes et la Ligurie au royaume de Sardaigne en 1814. Ce renforcement lui permit de faire armer deux frégates (Commercio di Genova et Maria Teresa, 64 canons), en plus de la frégate Maria Cristina (44 canons), de la corvette Tritone (22 canons), du brigantin Nereide (14 canons), de goélettes et de petites embarcations. À cette flotte, il ajouta quatre demi-galères, certes dépassées mais utiles pour donner la chasse aux felouques mauresques. Il fonda la Regia Scuola di Marina (l'École navale royale) en 1816 qui est l'ancêtre de l'actuelle Accademia navale de Livourne. En 1822, une escadre de trois frégates modernes croisa en Méditerranée occidentale sous son commandement, mouillant dans les ports de Tunis, d'Alger et de Tanger, ce qui permit la signature de contrats commerciaux avec le Maroc et l'Empire ottoman. En 1825, il commanda l'expédition de Tripoli ce qui aboutira à un nouveau triomphe et empêcha la piraterie en Méditerranée. L'amiral, comte et baron Des Geneys mourut le 3 janvier 1839 à Gênes.

### Durant le royaume d'Italie

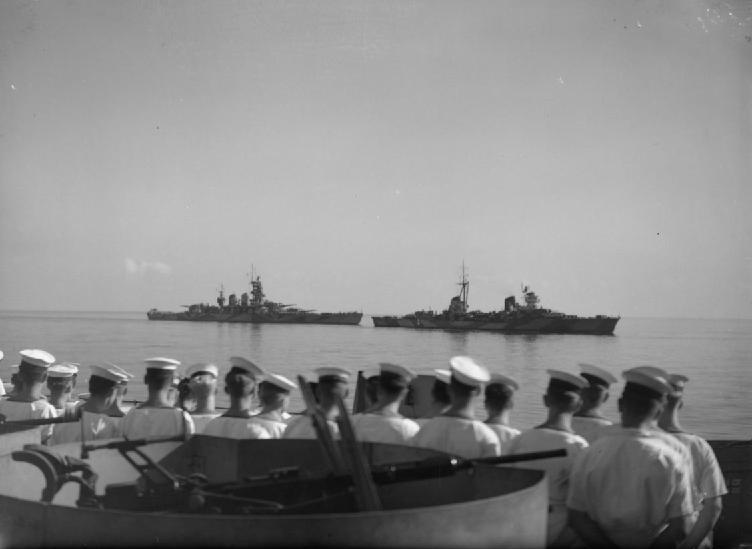
Le cuirassé Littorio et un croiseur italien lors de la reddition de l'Italie en 1943.

De l'unification de la péninsule italienne jusqu'au sortir de la Seconde Guerre mondiale, la Regia Marina fut une des grandes marines de la Méditerranée.

### Histoire contemporaine
Sortie très affaiblie du conflit, la marine se reconstitue au sein de l'OTAN et redevient une marine importante en Méditerranée.
Le 21 septembre 1973, des avions de combat Mirage 5 de l'Armée de l'air de la Jamahiriya arabe libyenne mitraille à deux reprises la corvette Pietro De Cristofaro (F540) faisant soit ou quatre blessés ou un mort (de ses blessures) et deux blessés.

## Organisation actuelle
À l'entrée du XXIe siècle, la marine italienne se place au 7e rang mondial avec un tonnage global de 143 590 t dont 110 770 t de bâtiments de combat (derrière l'Inde et devant l'Allemagne).
Son effectif était de 38 580 marins (4 850 officiers, 16 650 officiers mariniers, 17 080 quartiers-maîtres et matelots, auquel il faut rajouter 3 500 fusiliers-marins (bataillon San Marco) et 15 924 civils.

### Commandement
Elle repose actuellement sur cinq corps militaires (statutaires) différents en plus du Stato Maggiore (état-major) :
- Corpo delle armi navali (ingénieur de l'armement)
- Corpo Sanitario (le service de santé)
- Commissariato Militare Marittimo (le service du commissariat de la marine)
- Genio Navale (le service du génie naval)
- Capitanerie di Porto (les capitaineries des ports et garde-côtes, en italien Corpo delle Capitanerie di Porto et Guardia costiera).

En plus des nombreux navires, sous-marins, et des appareils de l'aéronavale, elle comprend aussi une force de débarquement (des fusiliers marins) qui est formée du prestigieux régiment San Marco, héritier des traditions de l'infanterie de marine (1713) et qui comprend trois navires modernes principaux (LPD) : San Marco, San Giorgio et San Giusto. C'est la composante amphibie des forces armées italiennes.

### Navires

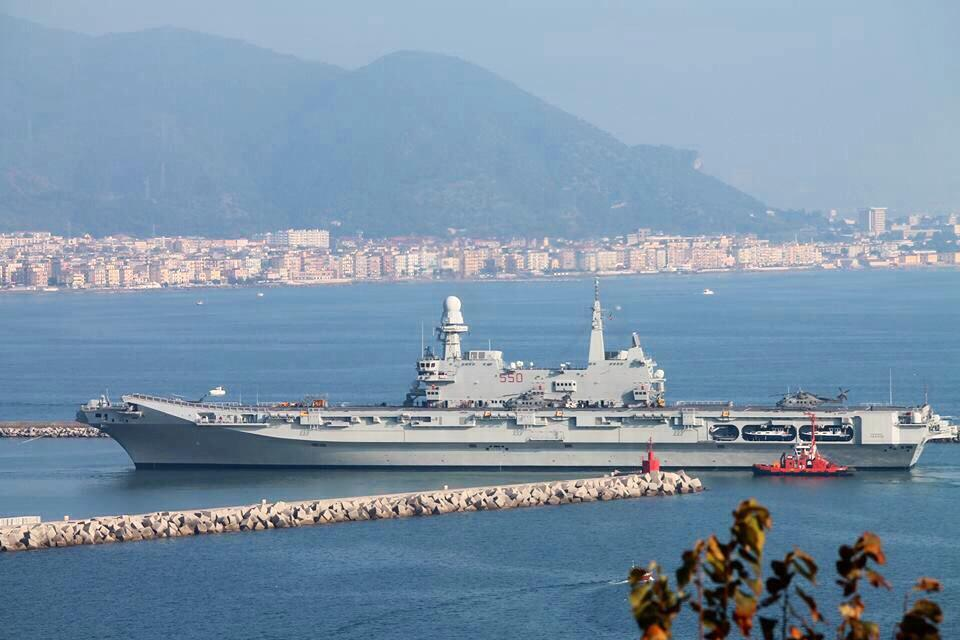
Le porte-aéronefs Cavour.

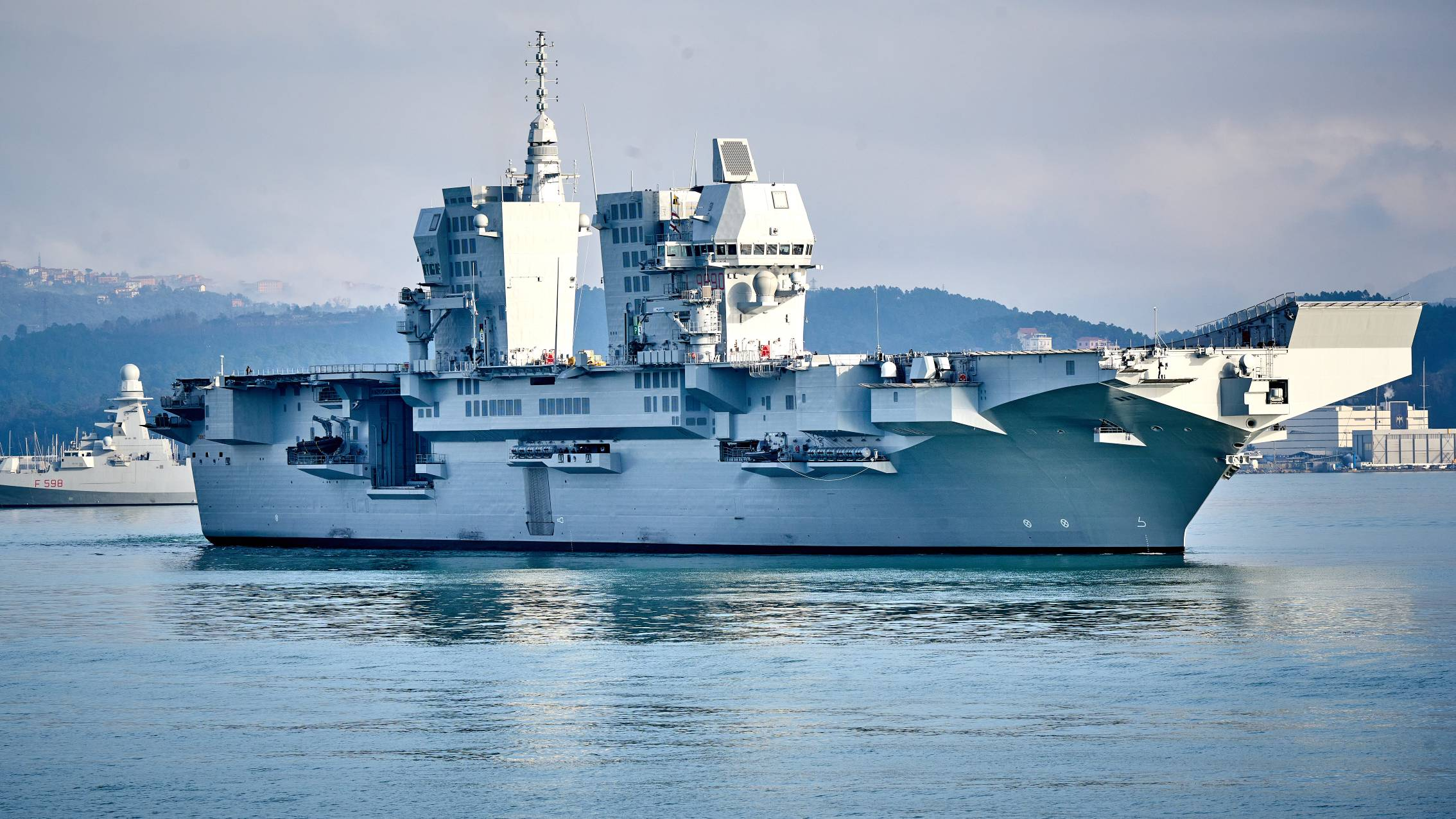
Le porte-avion moderne Trieste.

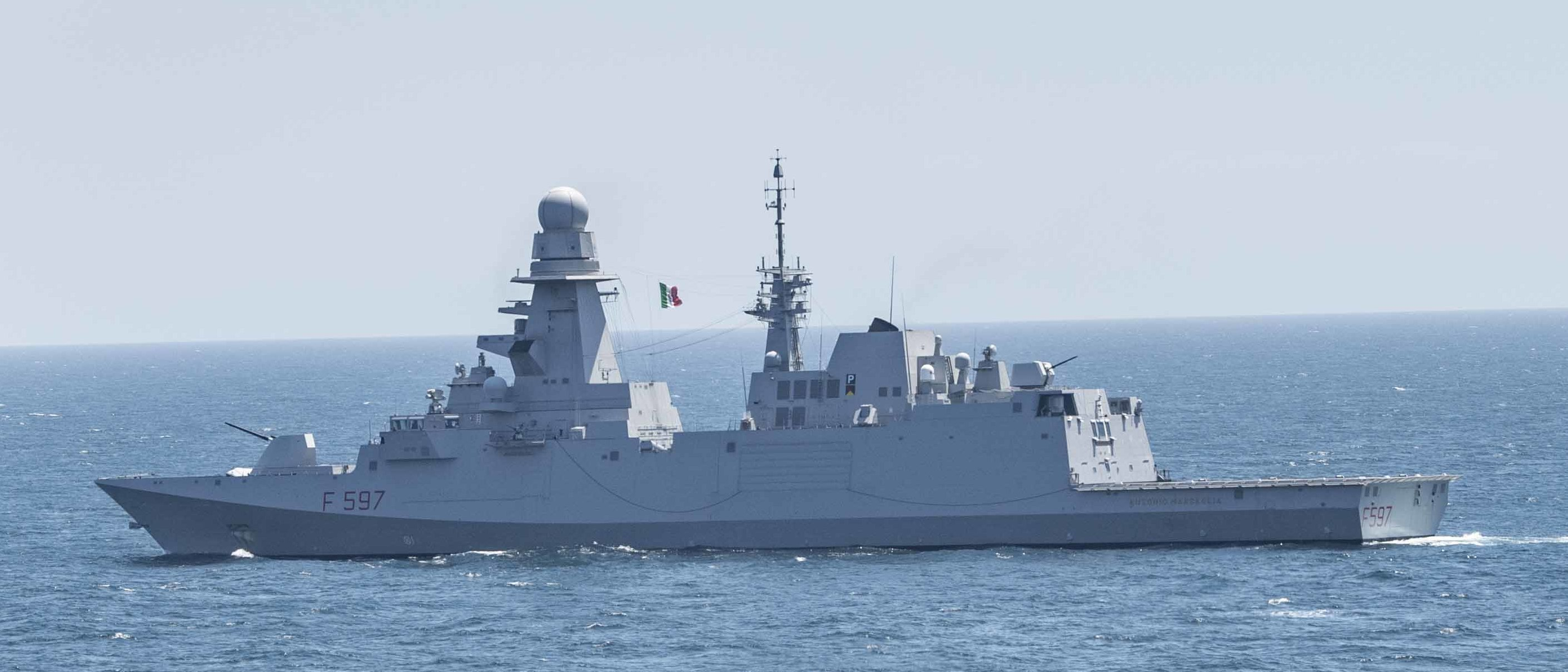
La frégate Antonio Marceglia.

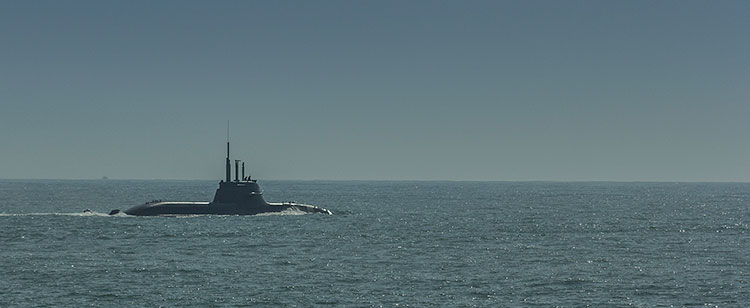
Le sous-marin.

En activité, un porte-aéronefs baptisé Cavour et qui a les caractéristiques suivantes (comparées à celles du Garibaldi) :
* Déplacement en pleine charge 30 100 t (Garibaldi 13 850 t) ;
- 1 210 personnes : 451 équipage - 203 aéronavale - 140 état major embarqué - 325 régiment San Marco - Marge pour situation spécifique 91.

Sa mise à flot a eu lieu le 20 juillet 2004 et a été livré en 2007.
Le 14 octobre 2005 a été mise à l'eau la première frégate italienne, dans le cadre du programme franco-italien de la classe Horizon (en italien Orizzonte), baptisée Andrea Doria (chantiers de Riva Trigoso, Gênes). Longue de 142 m, elle déplace 6 000 t et peut atteindre une vitesse de 29 nœuds (soit 53 km/h). Équipée de canons de 25 mm, elle met en œuvre 48 missiles anti-aériens et deux tubes lance-torpilles. Elle embarque un hélicoptère. Son nom devait être initialement donné au porte-avions Conte di Cavour (qui sera lancé ultérieurement). À terme, quatre frégates seront mises en service, deux françaises et deux italiennes.
En novembre 2005, la France et l'Italie signent le contrat pour la construction de 10 frégates italiennes FREMM, pour une livraison en 2011.
La marine italienne actuelle est une marine composée de navires de tous types. La flotte est en constante évolution et les unités de haute mer de la flotte comprennent en 2025 :
- 2× Portaerei: porte-aéronefs (CVH) Cavour et porte-aéronefs (CVS) Trieste
- 3× Assaulto anfibio: LPD (Landing Platform Dock) San Giorgio
- 8× Sottomarini: sous-marins conventionnels (SS) (4 Todaro, 4 Sauro)
- 2× Cacciatorpediniere lanciamissili: destroyer lance-missiles (DDG) Horizon
- 14× Fregate: frégate (FF) (10 FREEM, 4 PPA)
- 3× Comando e Supporto Logistico (AGF/AOR) (2 Vulcano, 1 Etna)
- 1× Supporto polivalente: bateau de soutien polyvalent (Elettra)

Les unités de patrouille et de guerre littorale comprennent :
- 9× Pattugliatori d'altura: patrouilleur hauturier
- 6× Pattugliatori Costieri (PB): patrouilleur côtier (PB)
- 12× Cacciamine: chasseur de mines (MHC)

et une flotte de navires auxiliaires également en service.

### Aéronefs

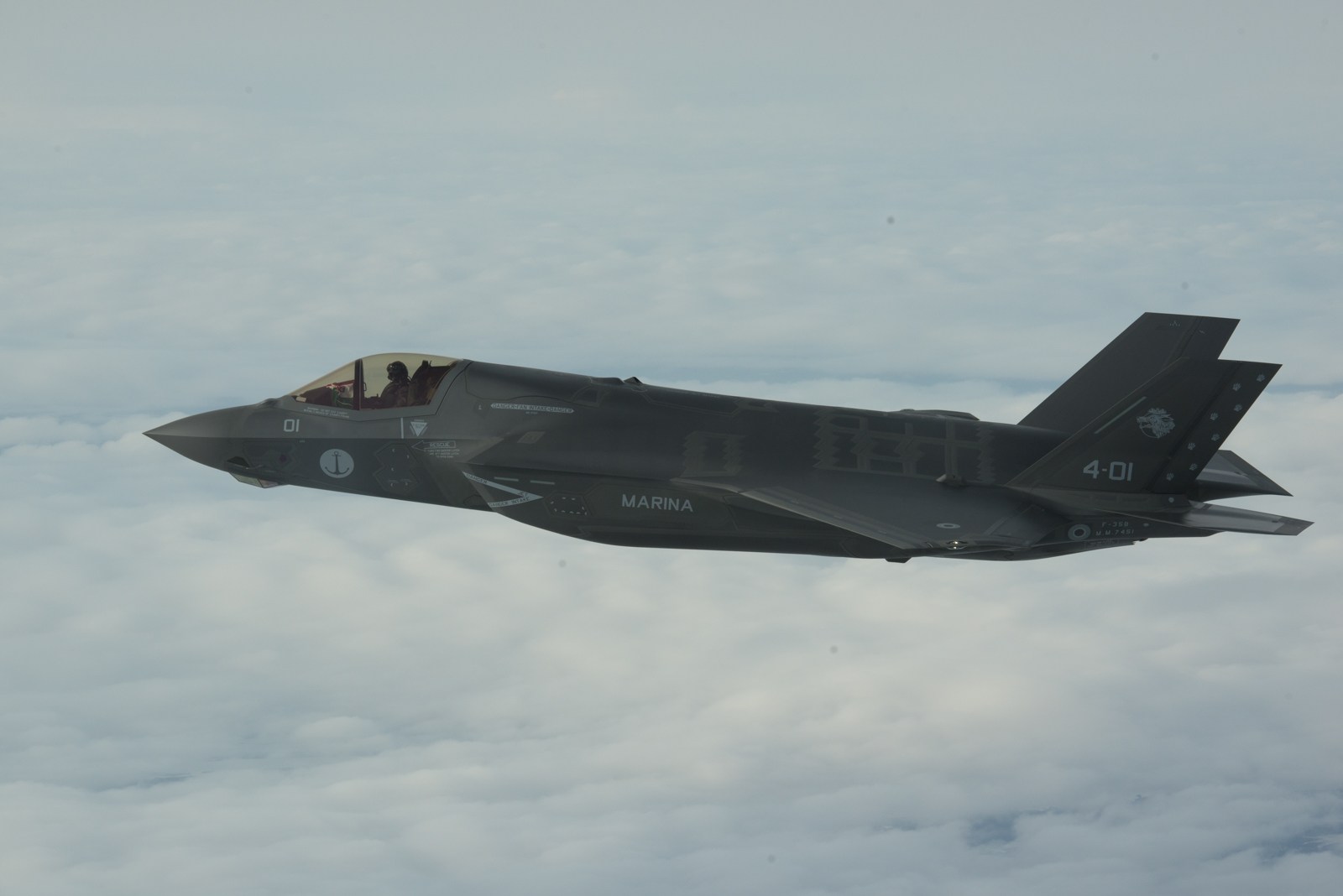
F-35B de la Marina Militare.

| Principaux aéronefs de la Marina militare en 2023 |                         |                                                                       |
| Aéronefs                                          | Type                    | Nombre en service                                                     |
| AV-8B Harrier II                                  | Avion d'attaque au sol  | 14 livrés entre 1994 et 1997                                          |
| F-35B                                             | Avion multi-rôle        | (20 commandés), 1er reçu le 25 janvier 2018, (8 reçu au total).       |
| TAV-8B Harrier II                                 | Avion d'entrainement    | 2 livrés en 1992                                                      |
| Piaggio P180 Avanti                               | Avion de reconnaissance | 3                                                                     |
| NHIndustries NH90                                 | Hélicoptère multi-rôle  | 46 NFH ASM, et 10 TTH de manœuvre avec repliage automatique des pales |
| AgustaWestland EH101 Merlin                       | Hélicoptère multi-rôle  | 22 (dont 10 ASM, 8 transport et 4 d'alerte avancée)                   |
| Agusta-Bell AB212                                 | Hélicoptère multi-rôle  | 36 (dont 7 de transport de commandos et 5 de guerre électronique)     |
| Augusta SH-3 Sea King                             | Hélicoptère multi-rôle  | 24 (dont 8 de transport de commandos)                                 |
| Camcopter S-100                                   | Drone de reconnaissance | 2 (4 prévus à terme)                                                  |

## Grades dans la Marina militare

### Officiers
| Hiérarchie des grades des officiers de la Marina Militare | Hiérarchie des grades des officiers de la Marina Militare | Hiérarchie des grades des officiers de la Marina Militare | Hiérarchie des grades des officiers de la Marina Militare | Hiérarchie des grades des officiers de la Marina Militare | Hiérarchie des grades des officiers de la Marina Militare | Hiérarchie des grades des officiers de la Marina Militare | Hiérarchie des grades des officiers de la Marina Militare | Hiérarchie des grades des officiers de la Marina Militare | Hiérarchie des grades des officiers de la Marina Militare | Hiérarchie des grades des officiers de la Marina Militare | Hiérarchie des grades des officiers de la Marina Militare | Hiérarchie des grades des officiers de la Marina Militare |
| Rôle | amiraux                                                   | amiraux                                                   | amiraux                                                   | amiraux                                                   | amiraux                                                   | officiers supérieurs                                      | officiers supérieurs                                      | officiers supérieurs                                      | officiers inférieur                                       | officiers inférieur                                       | officiers inférieur                                       | élève officier OF(D)                                      |
| NATO Code | OF-10                                                     | OF-9                                                      | OF-8                                                      | OF-7                                                      | OF-6                                                      | OF-5                                                      | OF-4                                                      | OF-3                                                      | OF-2                                                      | officiers subalternes OF-1                                | officiers subalternes OF-1                                | élève officier OF(D)                                      |
| --- | --------------------------------------------------------- | --------------------------------------------------------- | --------------------------------------------------------- | --------------------------------------------------------- | --------------------------------------------------------- | --------------------------------------------------------- | --------------------------------------------------------- | --------------------------------------------------------- | --------------------------------------------------------- | --------------------------------------------------------- | --------------------------------------------------------- | --------------------------------------------------------- |
| Uniforme d'été (épaulette) |                                                           |                                                           |                                                           |                                                           |                                                           |                                                           |                                                           |                                                           |                                                           |                                                           |                                                           |                                                           |
| Uniforme d'hiver (manchette) |                                                           |                                                           |                                                           |                                                           |                                                           |                                                           |                                                           |                                                           |                                                           |                                                           |                                                           |                                                           |
| Nom en italien Traduction en française | ammiraglio1 amiral                                        | ammiraglio di squadra (i.s.)2 amiral d'escadre (r.p.)     | ammiraglio di squadra amiral d'escadre                    | ammiraglio di divisione amiral de division                | contrammiraglio contre-amiral                             | capitano di vascello capitaine de vaisseau                | capitano di fregata capitaine de frégate                  | capitano di corvetta capitaine de corvette                | tenente di vascello lieutenant de vaisseau                | sottotenente di vascello sous-lieutenant de vaisseau      | guardiamarina garde-marine                                | aspirante guardiamarina aspirant garde-marine             |
| 1 Le rang de "ammiraglio" (amiral) est attribuée uniquement à l'officier de la Marine promu chef d'état-major de la défense. 2 Le rang de "ammiraglio di squadra con incarichi speciali" (amiral de escadre ayant des responsabilités particulières) est attribué uniquement au chef d'état-major de la marine ou bien au secrétaire de la défense. |                                                           |                                                           |                                                           |                                                           |                                                           |                                                           |                                                           |                                                           |                                                           |                                                           |                                                           |                                                           |

### Sous-officiers et équipage
|  |  |  |  |

| sottocapo di 1ª classe scelto sous-chef de 1re classe choisi | sottocapo di 1ª classe sous-chef de 1re classe | sottocapo di 2ª classe sous-chef de 2e classe | sottocapo di 3ª classe sous-chef de 3e classe |